# Альфін

Зображення альфіна у геральдиці

Альфін (лат. Alphyn) — вигадана тварина, дуже схожа на  тигра, але з більш міцним і волохатим тілом, густою гривою, витягнутими вухами, довгим тонким язиком і перекрученим хвостом. Передні лапи у альфіна орлині. Іноді орлиними зображуються всі чотири лапи.

## Ресурси Інтернету
- Вікісховище має мультимедійні дані за темою: Альфін
- http://www.excurs.ru/pravila.htm [Архівовано 13 травня 2015 у Wayback Machine.]